# 拉珈语
拉珈语（拉珈語：lakja）是使用于广西壮族自治区金秀瑶族自治县大瑶山地区的一种侗台语族语言，为大部分茶山瑶的母语。该语言为一门瀕危語言，2000年仅有数千名使用者。
拉珈语的系属存在争议，有人认为其属于侗水语支；有人则认为拉珈语应属于一个独立语支“拉珈语支”，这个语支下仅有拉珈语一门语言。

## 使用人群
拉珈语是茶山瑶的母语，“拉珈”（lak12 kja24）是茶山瑶的自称，即“山人”的意思。根据《拉珈语研究》统计，2000年，茶山瑶人口为8600人，其中能够不同程度的掌握拉珈语的茶山瑶共有7000人，占茶山瑶总人口80%左右。
茶山瑶是瑶族中较为特殊的一支。其他瑶族族群的母语往往为苗瑶语系的语言如勉语、布努语等，只有茶山瑶的母语为侗台语族的拉珈语，而这种语言与侗语更为接近。茶山瑶更可能起源于百越，与其他瑶族拥有不同的族源，但在风俗、服饰、文化上则与同样居住在大瑶山的其他瑶族差异不大。
茶山瑶长期与汉族、壮族、其他瑶族支系等民族混居，因而现代大多数茶山瑶能够掌握当地通行的桂柳话、平南白话或蒙山土话等汉语方言，也有少数人能掌握北部壮语等其他少数民族语言。由于语言差异极大，茶山瑶与其他瑶族支系往往使用桂柳话沟通。在金秀镇，拉珈语为家庭语言，在一些村庄，拉珈语也用作本族、本村内的交际语言。

## 使用地域与方言
拉珈语使用于中华人民共和国广西壮族自治区金秀瑶族自治县大瑶山地区的29个村落，这些村落均为茶山瑶聚居村。
金秀镇：金秀村，白沙村，六拉村，昔地村，长滩村，长二村，寨保村，杨柳村，六段村，将军村，三片村，田村，刘村，社村，孟村，美村，金村，金田村，罗梦村；
长垌乡：长洞村，古放村，平道村，道江村，滴水村，容洞；
三角乡：六定村；
忠良乡：岭祖村，巴勒村；
罗香乡：平竹村。
拉珈语有金田、六拉、金秀、岭祖、长峒五个方言区，其中金田话为最不保守的方言。内部差异较小，各地仅在个别声韵母和声调上略有不同，不同土语间可以自由沟通。

## 音系
拉珈语音节结构与其他侗台语基本相同，音节由声母、韵母和声调三部分组成，组成音节时有一定的声韵配合关系。

### 辅音
拉珈语有四十余个单辅音，塞音、塞擦音有送气对立，鼻音、边音有清浊对立。辅音多作声母，少数亦可作韵尾。
拉珈语不同方言点声母数不同，其中金秀话共有43个声母。拉珈语也是侗水语支唯一一门仍有复辅音声母的语言。
拉珈语各方言中出现的单辅音如下表：
|        |          | 双唇音 | 双唇音 | 唇齿音 | 舌尖音 | 舌尖音 | 舌冠音 | 硬顎音 | 硬顎音 | 舌根音 | 舌根音   | 舌根音 | 舌根音 | 聲門音 | 聲門音 |
| 本位   | 颚化     | 本位   | 唇化   | 唇齿音 | 本位   | 唇化   | 舌冠音 | 本位   | 颚化   | 唇化   | 颚化唇化 | 本位   | 唇化   |        |        |
| ------ | -------- | ------ | ------ | ------ | ------ | ------ | ------ | ------ | ------ | ------ | -------- | ------ | ------ | ------ | ------ |
| 塞音   | 清不送气 | p      | pʲ     |        | t      | tʷ     |        |        |        | k      | kʲ       | kʷ     | kʲʷ    | ʔ      |        |
| 塞音   | 清送气   | pʰ     | pʰʲ    |        | tʰ     |        |        |        |        | kʰ     | kʰʲ      | kʰʷ    |        | ʔ      |        |
| 塞音   | 浊音     | ʔb     | ʔbʲ    |        |        |        |        |        |        |        |          |        |        |        |        |
| 塞擦音 | 清不送气 |        |        |        | ʦ      | ʦʷ     |        |        |        |        |          |        |        |        |        |
| 塞擦音 | 清送气   |        |        |        | ʦʰ     | ʦʰʷ    |        |        |        |        |          |        |        |        |        |
| 鼻音   | 浊音     | m      | mʲ     |        | n      |        | ȵ      |        |        | ŋ      | ŋʲ       | ŋʷ     |        |        |        |
| 鼻音   | 清音     | m̥      |        |        | n̥      |        | ȵ̥      |        |        | ŋ̥      | ŋ̥ʲ       | ŋ̥ʷ     |        |        |        |
| 边音   | 浊音     |        |        |        | l      |        |        |        |        |        |          |        |        |        |        |
| 边音   | 清音     |        |        |        | l̥      |        |        |        |        |        |          |        |        |        |        |
| 近音   | 浊音     |        |        |        |        |        |        | j      | jʷ     |        |          | w      |        |        |        |
| 擦音   | 清音     |        |        | f      | s      | sʷ     |        |        |        |        |          |        |        | h      | hʷ     |
| 擦音   | 浊音     |        |        |        |        |        |        |        |        |        |          |        |        | ɦ      |        |

- 图中粉红色背景的唇化舌尖音声母tʷ、ʦʷ、ʦʰʷ、sʷ仅仅出现于汉语借词中。
- 图中黄色背景（ʔbʲ、pʰʲ、pʲ、mʲ、kʲ、kʰʲ、f）为仅出现于部分方言中的声母。多数拉珈语方言如金秀话中有ʔbl、pl、pʰl、ml四个复辅音，而部分地区这一组复辅音中的一个或多个消失转化为相应的腭化音ʔbʲ、pʰʲ、pʲ、mʲ。岭祖土语区还有kl、kʰl等复辅音，而其他方言区则为相对应的颚化音kʲ、kʰʲ。[12]。金田话无声母f，金秀话中的声母f在金田话中均读s[15]。
- p、t、k、m、n、g六个辅音既可以做声母，也可以做韵尾。-p、-t、-k三个塞音韵尾在单念时都不是唯闭音，甚至还带有轻微送气成分，在语流中则为唯闭音。
- ʦ、ʦʰ近似于舌叶音，而s则近似于θ[3]。
- ɦ应为h的同位异音，只存在于双数调中，如ɦan˨˧˩（那）[3]。

### 元音
|          |        | 舌面元音 | 舌面元音 | 舌面元音 | 舌面元音 | 舌面元音 | 舌面元音 | 舌尖元音 |
| 前不圆   | 前不圆 | 前圆     | 央不圆   | 后圆     | 后圆     | 前不圆   |          |          |
| 本位     | 鼻化   | 本位     | 本位     | 本位     | 鼻化     | 前不圆   |          |          |
| -------- | ------ | -------- | -------- | -------- | -------- | -------- | -------- | -------- |
| 高元音   | 短音   | i        | ĩ        | y        |          | u        | ũ        | ɿ        |
| 高元音   | 长音   | iː       | ĩː       |          |          | uː       | ũː       |          |
| 半高元音 | 短音   | e        | ẽ        |          |          | o        | õ        |          |
| 半高元音 | 长音   | eː       | ẽː       |          |          | oː       | õː       |          |
| 中元音   | 短音   |          |          |          | ə        |          |          |          |
| 半低元音 | 短音   | ɛ        | ɛ̃        |          |          | ɔ        | ɔ̃        |          |
| 半低元音 | 长音   | ɛː       | ɛ̃ː       |          |          | ɔː       | ɔ̃ː       |          |
| 低元音   | 短音   | a        | ã        |          |          |          |          |          |
| 低元音   | 长音   | aː       | ãː       |          |          |          |          |          |

拉珈语元音系统复杂，大部分元音都有长短音之分和其鼻化形式。此外，拉珈语中还有音节化的辅音ŋ̩，可视为元音。
拉珈语的韵母更为复杂，有单元音韵、多元音韵，有元音韵尾-i、-u，鼻音韵尾-m、-n、-ŋ和塞音韵尾-p、-t、-k，韵母共计140个左右。除借词专韵外，单元音韵皆为长音。而[y]、[ə]、[ɿ]三个单韵母以及[ən]、[øn]两个鼻韵母为从现代汉语中引入的、仅出现在汉语借词中的借词专韵，这些借词专韵的读音还不太稳定。

### 声调
拉珈语具有复杂的声调系统。和其他的苗瑶语一样，拉珈语有共8个调类，其中入声又分成四个调值。不考虑变调共有11个声调。其中7个舒声调、4个入声调，第5'调是新演化出的，专仅用于汉语借词中的声调。
拉珈语金秀话的声调如下：
| 调类              | 1            | 2              | 3            | 4            | 5            | 5'           | 6              | 7            | 8            | 9            | 10           |
| ----------------- | ------------ | -------------- | ------------ | ------------ | ------------ | ------------ | -------------- | ------------ | ------------ | ------------ | ------------ |
| 调值 调型         | 52 ˥˨ 高降舒 | 231 ˨˧˩ 升降舒 | 24 ˨˦ 中升舒 | 21 ˨˩ 低降舒 | 55 ˥˥ 高平舒 | 33 ˧˧ 中平舒 | 214 ˨˩˦ 降升舒 | 55 ˥˥ 高平入 | 24 ˨˦ 中升入 | 12 ˩˨ 低升入 | 21 ˨˩ 低降入 |
| 例词              | ŋʷan˥˨       | ŋʷa˨˧˩         | ŋĩ˨˦         | ŋo˨˩         | ŋʷan˥˥       | tʰɔ˧la˧kʲi˧  | ŋʷaŋ˨˩˦        | sɛk˥˥        | paːt˨˦       | ŋʷak˩˨       | ȵɛːk˨˩       |
| 例词              | 瘟疫，虱子   | 舌头           | 擤           | 五           | 熏蚊子       | 拖拉机       | 困             | 室           | 八           | 软           | 虚弱         |
| 官话方言 借词调类 | 上声         |                | 阴平 去声    | 阳平 入声    |              | 阴平         |                |              |              |              |              |

- 第5调同普通话阴平调调值一致。第6调类似于普通话上声。但在单念时往往会在声调转折中喉头紧缩从而使一个音节听起来像两个音节[18]。
- 各方言中调值略有区别，如金田村和长垌村的第2调调值则为51[5]。

## 词汇来源
拉珈语的词汇构成十分复杂。拉珈语有一部分固有词以及大量的借词。拉珈语与壮泰语支、侗水语支都有大量的同源词，与黎语支则较少。拉珈语还有很多不见于其他语言的特有词汇。
拉珈语的借词来源更为复杂。拉珈语有一部分来自壮语的借词，以及更多的来自汉语的借词。拉珈语中有不同时代不同汉语的借词。现代的拉珈语借词多来自西南官话桂柳片的金秀话、桂林话甚至是普通话；近代借词来自粤语广府片和勾漏片以及桂北平话；古代借词来自某种未知的中古汉语南方方言，这一批次的借词已经成为拉珈语的基本词汇。拉珈语还从上古汉语借入了一些词汇，如kjak55（上古汉语：斫，潘悟云拟音：*kljag）等，但这一层次的借词有争议。有些主张侗台语族与汉藏语系同源的学者认为，这些词汇中有一些很可能是拉珈语等侗台语言与汉藏语言的同源词汇而非借词。
Norquest (2021)提供的部分标-拉珈语词汇：:225–246
| 词义 | 原始标-拉珈语 | 原始侗水语 | 原始侗语 | 原始黎语 | 原始临高语 | 原始台语 |
| ---- | ------------- | ---------- | -------- | -------- | ---------- | -------- |
| 屋   | *ljaːk        | *r̥aːn      | *qran    | *hrɯːn   | *raːn      | *rɤːn    |
| 路   | *tsaːŋ        | *qʰwən     | *qron    | *kuːn    | *ʃwən      | *r̥wɤn    |
| 重   | *N-tsak       | *C-dʑan    | *qχəl    | *kʰɯn    | *xən       | *n̥ak     |
| 腿   | *puk          | *p-qaː     | *C-qaː   | *kʰok    | *kok       | *f-qaː   |
| 脖   | *ʔən          | *ʔdənʔ     | *C-joː   | *hljoŋʔ  | *liəŋX     | *ɣoː     |

## 语法
和其他侗台语以及汉语一样，拉珈语是一种典型的分析语。拉珈语有13个词类，9个实词词类，4个虚词词类。其偏正式词语往往中心词在前而修饰语在后，这点与壮语、越南语类似。如拉珈语说水牛为nau˨˩ suːi˨˦（牛水）；指示代词被放置在后面，如拉珈语说这本书为pon˨˦ sɛu˥˨ ni˨˧˩（本书这）。其余汉语中所拥有的语法现象，拉珈语中大都也有，且与汉语差异不大。
例句：jin˥˨wei˧˧ ʦaːŋ˥˨ jɛːp˨˩,sɔ˥˨ʔi˥˨ ʦʰe˥˨ ŋ̩˨˦ te˧˧ li˨˦ pai˥˨.（因为路窄，所以车子过不去。）

## 文字与现状
拉珈语至今没有文字，拉珈人使用汉语汉字作为书面交际语言。“石牌”等文献上偶尔以表音的方式记录了个别拉珈语词汇，如“俄料”（ŋo21 lieːu214，法规）、“三多”（faːm52 to52，法律）；在道教宗教仪式中则会用拉珈语发音来学习和朗读汉字。
如今拉珈语使用人口正在减少且年龄正在增大，许多年轻人不再掌握拉珈语，当地学校亦未开设拉珈语言课程。据《拉珈语研究》统计，2000年的7000个拉珈语使用者中，多数为双语、多语者，其中仅3000余人仍在一定范围内将拉珈语作为族内交际语言，其余使用者使用拉珈语多仅限于家庭内部。另一方面，拉珈语本身正逐渐受到汉语影响或侵蚀，有些地区的基本词汇都已被汉语词汇所替代，语序也逐渐向汉语靠近。目前，联合国教科文组织认定拉珈语为一门濒临危险的语言。

### 引用
1. ↑  Hammarström, Harald; Forkel, Robert; Haspelmath, Martin; Bank, Sebastian (编). . . Jena: Max Planck Institute for the Science of Human History. 2016.
2. ↑  UNESCO Atlas of the World's Languages in danger, UNESCO
3. 1 2 3 4 5 6 7 8  张均如. . 民族语文,. 1990, (6): 38-49  [2018-07-26]. （原始内容存档于2018-07-26）.
4. 1 2 3  . Ethnologue（民族语）.   [2018-07-27]. （原始内容存档于2018-03-27） （英语）.
5. 1 2 3  Theraphan L.-Thongkum. 1992. "A Preliminary Reconstruction of Proto-Lakkja (Cha Shan Yao) （页面存档备份，存于）." In The Mon–Khmer Studies Journal, 20: 57-90.
6. ↑  刁光全. . 广西民族研究. 2013, (3)  [2018-07-28]. （原始内容存档于2018-07-28）.
7. ↑  金秀瑶族自治县志编纂委员会. . lib.gxdqw.com.   [2018-07-28]. （原始内容存档于2018-07-28）.
8. 1 2  兰庆元，《拉珈语研究》，3-5页
9. ↑  广西壮族自治区少数民族语言文字工作委员会，《广西民族语言方音词汇》
10. ↑  兰庆元，《拉珈语研究》，1-2页
11. ↑  刘保元、莫义明，《茶山瑶文化》
12. 1 2  兰庆元，《拉珈语研究》，15-16页
13. ↑  倪大白，《侗台语概论》，145页
14. ↑  倪大白，《侗台语概论》，152页
15. 1 2  兰庆元，《拉珈语研究》，6-9页
16. ↑  兰庆元，《拉珈语研究》，9-14页
17. ↑  倪大白，《侗台语概论》，142页
18. 1 2  兰庆元，《拉珈语研究》，14-15页
19. ↑  蓝庆元. . 民族语文. 2005, (6): 1-9  [2018-07-25]. （原始内容存档于2018-07-25）.
20. ↑  兰庆元，《拉珈语研究》，113-131页
21. ↑  Norquest, Peter. . . De Gruyter. 2021. doi:10.1515/9783110558142-013.
22. ↑  兰庆元，《拉珈语研究》，22-52页
23. ↑  兰庆元，《拉珈语研究》，5˨˦页
24. ↑  兰庆元，《拉珈语研究》，135-143页
25. ↑  刘玉莲. . 中国道教. 1989, (2): 34-39  [2018-07-28]. （原始内容存档于2018-07-29）.
26. ↑  . www.unesco.org.   [2018-07-03]. （原始内容存档于2016-12-18） （英语）.